# Veronica Necula

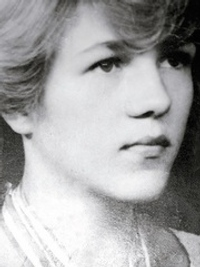
Veronica Necula in den 1980er-Jahren

Veronica Necula (* 15. Mai 1967 in Târgoviște) ist eine ehemalige rumänische Ruderin, die zwei olympische Medaillen gewann.
Die 1,82 m große Veronica Necula gewann bei den Junioren-Weltmeisterschaften 1984 die Bronzemedaille im Doppelzweier, 1985 siegte sie im Einer. 1986 startete sie erstmals in der Erwachsenenklasse und belegte bei den Ruder-Weltmeisterschaften 1986 mit dem rumänischen Achter den dritten Platz hinter den Booten aus der UdSSR und aus der DDR. Im Jahr darauf gewann sie bei den Weltmeisterschaften in Kopenhagen zusammen mit Valentina Virlan, Marioara Trașcă, Adriana Bazon und Steuerfrau Ecaterina Oancia den Titel im Vierer mit Steuerfrau. Alle fünf Ruderinnen gewannen auch die Goldmedaille im Achter.
Bei den Olympischen Spielen 1988 in Seoul gewann Veronica Necula ihren Vorlauf mit dem rumänischen Achter vor den Booten aus der DDR und aus der BRD. Vier Tage später starteten Marioara Trașcă, Veronica Necula, Herta Anitaș, Doina Bălan und Steuerfrau Ecaterina Oancia zum Finale im Vierer mit Steuerfrau, wobei Necula und Anitaș gegenüber dem Vorlauf für Mihaela Armășescu und Adriana Bazon ins Boot gerückt waren. Es siegte das Boot aus der DDR vor den Chinesinnen und den Rumäninnen. Am Tag nach dem Vierer-Finale steuerte Ecaterina Oancia den Achter mit den sechs Ruderinnen aus dem Vierer und den Olympiasiegerinnen im Zweier ohne Steuerfrau Olga Homeghi und Rodica Arba im olympischen Finale zu Silber hinter dem Achter aus der DDR.